# كأس ليختنشتاين 2011–12
كأس ليختنشتاين 2011–12 هو الموسم 67 من كأس ليختنشتاين. أقيم خلال الفترة 16 أغسطس 2011 وحتى 16 مايو 2012، وأشرف على تنظيمه اتحاد ليختنشتاين لكرة القدم، وكان عدد الأندية المشاركة فيه 16، وفاز فيه USV Eschen/Mauren ‏.